# Christiana Thorpe
Pour les articles homonymes, voir Thorpe.
Christiana Ayoka Mary Thorpe est une personnalité politique de la Sierra Leone, née en août 1958.
Au long de sa carrière variée, elle a occupé de 1994 à 1996 le poste de ministre de l'Éducation (Secretary of State), et préside depuis avril 2005 la Commission électorale indépendante chargée de superviser les élections présidentielle et parlementaires de l'été 2007, tenues sans incident majeur et qualifiées de succès de la démocratie par les observateurs étrangers.
L'impartialité de Christiana Thorpe et la manière dont elle a organisé le scrutin lui ont gagné le respect de tous les partis politiques, de la majorité présidentielle comme de l'opposition : elle n'a en effet pas hésité à refuser les demandes de redécoupage électoral présentées par le parti majoritaire, ni à rappeler les règles à la radio du principal parti d'opposition, l'All People's Congress, qui s'était lancée dans des campagnes de propagande plutôt irresponsables.

## Biographie
Christiana Thorpe a grandi à Freetown, entre Kroo Bay et Kroo Town Road, dans l'un des quartiers les plus pauvres de la capitale sierra-léonaise. Dès ses jeunes années, elle a organisé des cours pour ses petits voisins non-scolarisés afin de leur transmettre les connaissances qu'elle avait acquises à l'école.
Elle a vécu une vingtaine d'années dans un couvent, avant de quitter les ordres « avec beaucoup de regret, mais dans le but d'accomplir encore davantage de choses ».
Christiana Thorpe a également participé à la création (en 1995) de la section sierra-léonaise du Forum des éducatrices africaines, qu'elle a présidée à ses débuts.
Dans un autre domaine, elle a détenu durant trois ans le record national des 300 m en course à pied.

### Sources
- (en) Notice sur Christiana Thorpe dans la base de données sur les personnalités africaines contemporaines
- (en) Présentation de Christiana Thorpe sur BBC News